# Russischer Imperialismus

Expansion Russlands von 1300 bis 1945

Russischer Imperialismus bezeichnet in der Geschichtswissenschaft und politischen Analyse die Tendenz Russlands, seinen territorialen, politischen und kulturellen Einfluss über seine ursprünglichen Grenzen hinaus auszudehnen. Er beinhaltet das russische Selbstverständnis als vorherrschende Nation in einem Vielvölkerstaat. Die Verwendung des Begriffs ist umstritten und hängt stark vom historischen Kontext sowie vom politischen Standpunkt der jeweiligen Autoren ab.

## Begriff und Kontroverse
Ob Russland als klassische imperiale Macht einzuordnen ist, wird kontrovers diskutiert. Während manche Forscher Parallelen zu den westlichen Kolonialreichen ziehen, betonen andere die Eigenart der russischen Expansion als kontinental und innenpolitisch motiviert.

## Historische Entwicklung

### Zarenreich
Die Wurzeln des russischen Imperialismus lassen sich bis ins 16. Jahrhundert zurückverfolgen. Mit der Eroberung des Khanats Kasan (1552) und Astrachans (1556) unter Zar Iwan IV. begann eine systematische Expansion in Richtung Sibirien und Zentralasien. Diese wurde von religiöser Mission, wirtschaftlichen Interessen und sicherheitspolitischen Motiven begleitet. Russland trat die Nachfolge der Goldenen Horde an und der überwiegend ostslawisch-orthodoxe Moskauer Staat wurde nun zu einem polyethnischen, multireligiösen Imperium.
Im 19. Jahrhundert expandierte das Russische Kaiserreich weiter nach Zentralasien, in den Kaukasus und nach Osteuropa. Das Great Game mit Großbritannien um Zentralasien war Ausdruck eines geopolitisch motivierten Imperialismus.

#### Russifizierung
Während sich Russland zunächst noch der Idee des Panslawismus verweigerte, kam es ab 1881 zu staatlich geförderter Russifizierungs- und Unterdrückungspolitik, die ihren Anspruch aus der christlichen Orthodoxie ableitete. Diese Politik richtete sich vor allem gegen Polen und Juden, aber auch nicht-orthodoxe Russen und nichtrussische Orthodoxe. Die imperiale Expansion setzte sich – mit Unterbrechungen – bis zur Oktoberrevolution 1917 fort. Es kam wiederholt zu lokalen Aufständen, so in den Gebieten des heutigen Polen, Finnlands und der Ukraine, die durch Russland gewaltsam unterdrückt wurden.

#### Überseekolonien
Wie andere europäische Mächte versuchte  Russland auch eine überseeische Expansion. Es dehnte seinen Einfluss dabei kurzfristig  über Alaska bis in das heutige Kalifornien (Fort Ross) aus. Mit dem  Verkauf Alaskas im Jahr 1867 zog es sich aber vom nordamerikanischen Kontinent zurück. Ein Siedlungsversuch in Sagallo im heutigen Dschibuti im Jahr 1889 scheiterte umgehend am Widerstand der Franzosen vor Ort.

### Sowjetunion

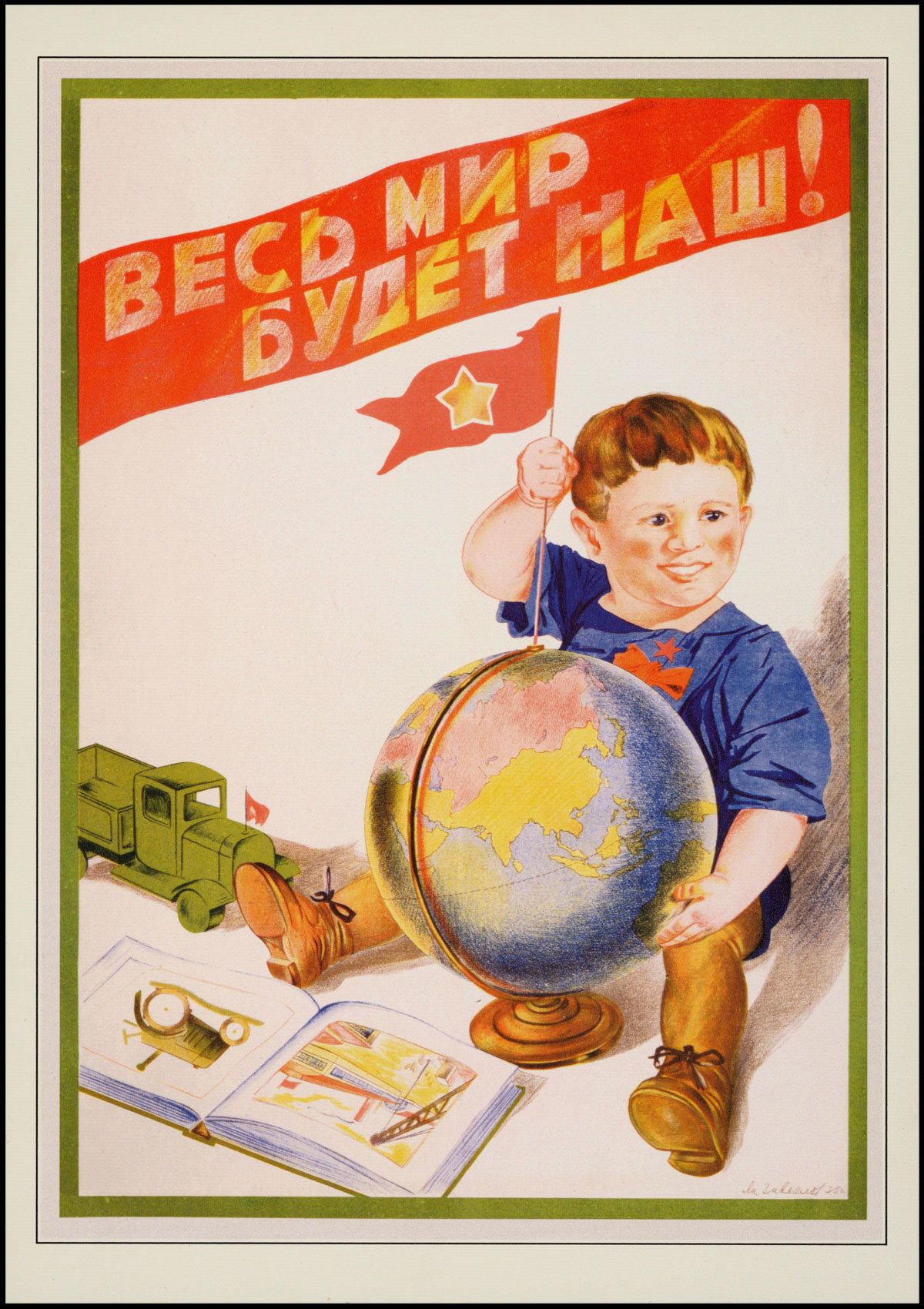
Ein Plakat aus der Stalinzeit: Die ganze Welt wird uns gehören!

Obwohl die frühe Sowjetführung den Zarismus als „Gefängnis der Völker“ kritisierte, wiesen viele Historiker auf Kontinuität imperialer Praktiken hin. Die Eingliederung neuer Republiken sowie die Kontrolle über Ostmitteleuropa nach 1945 werden oft als Ausdruck eines „sowjetischen Imperialismus“ gewertet.
Ab 1934 wurde der Sowjetpatriotismus und „Liebe zum sowjetischen Vaterland“ immer stärker mit der großrussischen Nation verbunden. Dies zeigte sich in der Unterdrückung von Sprachen und Kulturen in eroberten Gebieten, die gezielte Russifizierung der Bevölkerung, sowie strategische Deportationen von Minderheiten aus angestammten Siedlungsgebieten und die Ansiedlung von Russen dort. Unter Josef Stalin erfolgten massenweise ethnische Deportationen in der UdSSR, die Millionen von Menschen das Leben kostete und Dutzende von Volksgruppen schwer traf.

### Russische Föderation

Karte der Gebiete, die gegenwärtig von Russland besetzt sind (hellrot):
1 Transnistrien –
2 Abchasien –
3 Südossetien –
4 Krim –
5 Volksrepublik Lugansk –
6 Volksrepublik Donezk –
7 Oblast Saporischschja –
8 Oblast Cherson

Seit den 2000er Jahren unter Präsident Wladimir Putin wird eine Reaktivierung imperialer Rhetorik und Politik beobachtet. Die Annexion der Krim (2014), die Invasion der Ukraine (2022) und militärische Operationen in Syrien werden von vielen Beobachtern als Ausdruck eines neuen russischen Imperialismus gewertet.
Putin nutzt die imperiale Vergangenheit heute zur Rechtfertigung seines politischen Handelns. Im Sinne des Konzeptes der Russki Mir spricht die Regierung Russlands insbesondere slawischen Ländern, aber auch anderen Staaten mit starkem russischen Einfluss die Eigenständigkeit ab.

## Bewertung in der Forschung
Einige Autoren warnen vor normativer Überladung des Begriffs. Lieven sieht das russische Imperium als kontinental geprägt, ohne klassische Überseekolonien.